# 松沢夏樹
松沢 夏樹（まつざわ なつき、1969年3月28日 - ）は、日本の男性漫画家である。埼玉県浦和市（現、さいたま市）出身。既婚。
1991年に、エニックス（当時）刊『月刊少年ガンガン』掲載の「突撃!パッパラ隊」でデビュー。独特のギャグセンスで9年の長期連載となる。また、この作品はテレビアニメ化もされた。また、続編にあたる「逆襲!パッパラ隊」を『月刊ComicREX』誌上にて連載していた。
2022年3月発売のコミックガガVol 1よりメルヒェン・ハイツの日常～おとぎの世界でいきなり管理人～を連載。2022年12月発売のVol 8までに5話が掲載された。同雑誌は2023年6月発売のVol 11で廃刊となっている。
自身のカレーライス好き加減をネタにする事がある。

## 作品リスト

### エニックス/スクウェア・エニックス
- 突撃!パッパラ隊 （月刊少年ガンガン、全18巻）
- 松沢夏樹短編集 （全1巻）
- 勇者はツライよ （月刊Gファンタジー、全2巻）
- 魔女っ子戦隊 パステリオン （月刊Gファンタジー、全5巻）
- 無敵戦艦ワルキューレ （月刊Gファンタジー、全2巻）
- 爆裂機甲天使クロスレンジャー （月刊少年ガンガン、全2巻）
- 華の神剣組 （月刊Gファンタジー、全7巻）
- お姉さんと学ぼっ！ グレグリ探検隊 （月刊少年ギャグ王1999年4月号掲載）

### 一迅社
- 逆襲!パッパラ隊 （月刊ComicREX、全8巻）
- 魔女っ子戦隊 パステリオン （新装版、全4巻）
- マレフィキウム （Comic REX、全1巻）

### 講談社
- あぶらっちょ!!!!!!!!! （アブラカタブラ読み切り）
- シネマルくん（月刊少年ライバル、2008年5月号 - 2010年7月号）

### その他
- フランケンシュタ医院へようこそ！ （ピッコマ、2017年4月 - 10月）
- Witch Sister ～引きこもりウィッチの魔法事件簿～（ウェブコミック配信サイト「スキマ」、2017年12月 - 2018年5月）
- ゆーどうぶ。～怪異は淑女のたしなみです～（ホーム社ウェブコミック配信サイト「Z」、2018年9月 - 2020年3月、全3巻）
- メルヒェン・ハイツの日常～おとぎの世界でいきなり管理人～（東京漫画社　コミックガガ、2022年3月5日　-　2022年12月3日　全１巻）